# 20638 Лінчень
20638 Лінчень (20638 Lingchen) — астероїд головного поясу, відкритий 4 жовтня 1999 року.
Тіссеранів параметр щодо Юпітера — 3,347.